# At Lincoln Cathedral
At Lincoln Cathedral ist ein Musikalbum von Howard Riley. Die am 2. September 2001 in der Lincoln Cathedral in Lincoln, Lincolnshire, entstandenen Aufnahmen erschienen am 23. August 2005 auf dem Label Heliopause.

## Hintergrund
Dieses Album ist Teil der At Lincoln Cathedral-Reihe des Labels Heliopause (mit Produktionen von Roger Eno, Ric Sanders und Rick Wakeman) und präsentiert den Jazzpianisten Howard Riley, der in der Kathedrale auf einem Steinway-Flügel spielte. In seinen Liner Notes wies Riley darauf hin, wie selten solche Erfahrungen möglich sind. Der Pianist erkundete weite Dynamiken, indem er die Akustik des Gebäudes einbezog.
Auf CD 1 wird die gesamte Aufführung (von der Dauer einer Stunde) in Stereo präsentiert; auf CD 2 sind drei der sieben Stücke zu hören, die von Dallas Simpson in binauralem Klang aufgenommen wurden. Die zweite CD enthält außerdem einen DTS-Surround-Sound-Mix von „High Lights“ und eine QuickTime-Videodatei von „Timeless“.

## Titelliste
- Howard Riley: At Lincoln Cathedral (Heliopause HPVP105CD)[2]

CD 1
1. Upon Arrival 11:37
2. Timeless 7:27
3. ’Round Midnight (Thelonious Monk, Cootie Williams) 8:32
4. High Lights 11:17
5. Only 3:23
6. Soundings 6:44
7. Ocean Walk 8:11

CD 2
1. High Lights 11:12
2. Timeless 7:23
3. Round Midnight (Thelonious Monk, Cootie Williams) 8:22
4. DTS (Warning) 0:40
5. High Lights 11:21

Wenn nicht anders vermerkt, stammen die Kompositionen von Howard Riley.

## Rezeption
François Couture verlieh dem Album in Allmusic dreieinhalb Sterne und schrieb, das Erste, was diese exzellente Aufnahme vermittle, sei seine Freude [über dieses Experiment]. Der Pianist würde weit ausgreifende Dynamiken erkunden, indem er die Akustik des Gebäudes anspreche und mit ihnen spiele. At Lincoln Cathedral gehöre zu den eher Mainstream-orientierten Alben des Musikers, mit Schwerpunkt auf Melodie und Jazz-Feeling, obwohl einige Stücke eindeutig vollständig improvisiert und entschieden modern sind. „Ocean Walk“ biete einen der starken Momente. Riley werde in einer klanglich fesselnden Umgebung präsentiert. Auch wenn das Album selbst ein wenig leise, aber alles andere als langweilig sei, sei die Klangqualität der wahre Anreiz, diese Veröffentlichung zu erwerben.